# Бехеров
Бехеров (слч. Becherov) насељено је мјесто са административним статусом сеоске општине (слч. obec) у округу Бардјејов, у Прешовском крају, Словачка Република.

## Становништво
| Година:    | 1994. | 2004.   | 2014.   | 2024.   |
| ---------- | ----- | ------- | ------- | ------- |
| Број људи: | 294   | 285     | 279     | 275     |
| Разлика:   |       | -3,06 % | -2,10 % | -1,43 % |

| Година:    | 2023. | 2024.   |
| ---------- | ----- | ------- |
| Број људи: | 276   | 275     |
| Разлика:   |       | -0,36 % |

Према подацима о броју становника из 2024. године насеље је имало 275 становника.